# Dileptus
Dileptus é um género de de protista unicelular ciliado da classe Litostomatea. As espécies de Dileptus ocorrem em água doce e em água salgada, assim como em musgos e no solo. A maioria são predadores agressivos, equipados com um probóscide móvel alinhado com extrussomas tóxicos, com o qual atordoa organismos menores antes de os consumir. 13 espécies e subespécies de Dileptus são actualmente reconhecidos.
Dileptus têm servido como organismo modelo, usado no estudo de padrões de cílios, ontogénese, conjugação e aquisição de alimentos.

## Descrição
O corpo dos Dileptus são tipicamente estritos ou cilíndricos, possuem um macronúcleo formado por mais de uma centena de nódulos dispersos. Durante a divisão celular, esses nódulos dividem-se individualmente. Na parte frontal da célula existe um probóscide móvel. O citostoma ocorre na base deste órgão, sendo fortalecido com bastões microtubulares (nematodesmata). A superfície da célula apresenta-se coberta de maneira uniforme com cílios organizados em fileiras longitudinais. O corpo estreita-se na parte posterior, formando como que uma cauda. Múltiplos vacúolos contráteis ocorrem ao longo da superfície dorsal. A maioria dos Dileptus são incolores, mas duas espécies apresentam algas verdes simbióticas no citoplasma.

## História e classificação

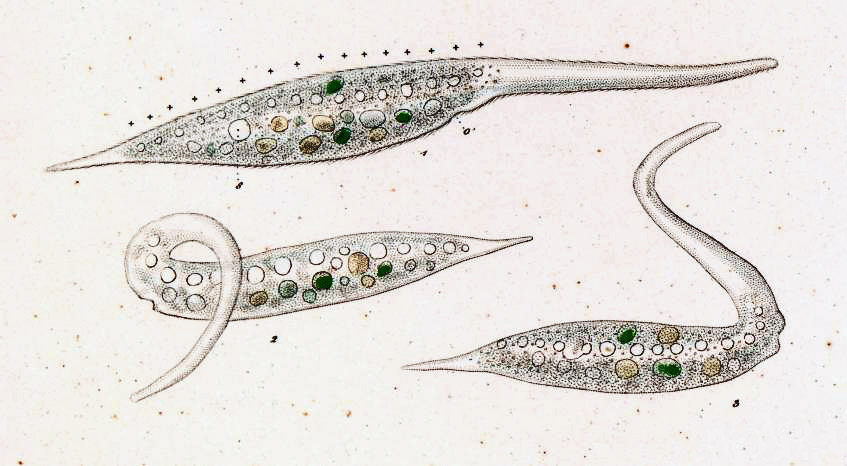
Amphileptus margaritifer (=Dileptus margaritifer) por C. G. Ehrenberg, 1838.

Um espécie de Dileptus foi descrita por C. G. Ehrenberg em 1833, sob o nome de Amphileptus margaritifer. Oito anos mais tarde, Félix Dujardin criou o género Dileptus e moveu a espécie A. margaritifer, de Ehrenberg, para esse género, assim como Dileptus anser Müller 1773 (agora classificado no género Pseudomonilicaryon) e Dileptus folium (agora Litonotus cygnus). Ao longo do século seguinte, muitas novas espécies foram descritas. Por altura de 1963, quando  Jean Dragesco publicou o primeiro relato detalhado do género, incluiu cerca de 50 espécies.
Num estudo estudo taxonómico publicado em 2012, Peter Vďačný e Wilhelm Foissner restringiu o género aos membros "com mais de 50 macronúcleos dispersos que se dividem individualmente", deixando apenas 10 espécies dentro do género. Muitos membros tradicionais de Dileptus, incluindo a conhecida espécie Dileptus anser, foram movidos para outros géneros, como Pseudomonilicaryon e Rimaleptus.

## Espécies
- Dileptus anatinus Golińska, 1971
- Dileptus beersi Jones, 1956
- Dileptus costaricanusFoissner, 1995
- Dileptus dubius Vuxanovici, 1959
- Dileptus estuarinus Dragesco, 1960
- Dileptus jonesi Dragesco, 1963
- Dileptus margaritifer (Ehrenberg, 1833)
- Dileptus multinucleatus Vuxanovici, 1959
- Dileptus sphagnicola Vdacny & Foissner, 2011
- Dileptus viridis (Ehrenberg, 1833) Foissner, 1987

## Vídeos
|  |  |